# 最珍貴的寶物 ～Yui final ver.～
《最珍貴的寶物 ～Yui final ver.～》（日语：一番の宝物 ～Yui final ver.～）是以日本電視動畫《Angel Beats!》中名叫「Girls Dead Monster」的女孩團體（All-female band）為名義，於2010年4月23日由Visual Art's所發售的該樂團第5張單曲，而負責製作的音樂公司為隸屬於Visual Art's旗下的Key Sounds Label。其中《最珍貴的寶物 ～Yui final ver.～》以及《Last Song》的推出，同樣意味著「Girls Dead Monster」將在2010年底結束自身的專輯製作活動。《最珍貴的寶物 〜Yui final ver.〜》總共收錄了3首與動畫相關的曲目，而單曲的主唱全部由負責由依歌唱部分的LiSA重新演唱而成。

## 介紹
《最珍貴的寶物 〜Yui final ver.〜》與另外一張單曲《Last Song》同樣都於2010年12月8日推出，其中在《最珍貴的寶物 〜Yui final ver.〜》的限量版本之中附有了收錄歌曲《Storm Song》和《Day Game》之音樂影片的DVD光碟，而唱片套（Record sleeve）則是畫上了由依和日向秀樹的圖像。作為「Girls Dead Monster」所推出的第5張單曲專輯，《最珍貴的寶物 〜Yui final ver.〜》與《Last Song》在2010年12月10日一同榮獲了當日單曲銷售排行榜的第二名。之後《最珍貴的寶物 〜Yui final ver.〜》在12月20日所發表的Oricon單曲排行榜上排名第三名，同時也達到在推出第一周便賣出35,000張單曲的成績。而同一時間進行銷售的《Last Song》，則是在當周Oricon單曲排行榜上排名第二名。

## 收錄曲目
| 曲序 | 曲目                            | 词曲   | 编曲     | 备注                                                                                                   | 时长 |
| ---- | ------------------------------- | ------ | -------- | --- | ---- |
| 1.   | 最珍貴的寶物 ～Yui final ver.～ | 麻枝准 | 安齊孝秋 | 將第10話插入曲《最珍貴的寶物 (Yui ver.)》改加入弦樂器（Strings）演奏的修改版本。                       | 6:08 |
| 2.   | Storm Song                      | 麻枝准 | 光收容   | | 4:13 |
| 3.   | Day Game                        | 麻枝准 | 朝井泰生 | LiSA日本巡迴演唱的曲目之一，而該巡迴演唱的表演光碟同樣有收錄這首曲子，並亦有製作了專門的音樂影片播放。 | 4:53 |

## 外部連結
- http://www.lxixsxa.com/ （页面存档备份，存于）（日語）
- http://ameblo.jp/lxixsxa/ （页面存档备份，存于）（日語）
- 一番の寶物～Yui Final ver.～/Girls Dead Monster STARRING LiSA（页面存档备份，存于）（日語）